# Constanza de Castro y Osorio
|  | Aquest article tracta sobre noble gallega i religiosa. Si cerqueu noble filla de Pedro Pardo de Cela, mariscal de Galícia i rebel contra els Reis Catòlics, vegeu «Constanza de Castro». |

Constanza de Castro y Osorio (Viveiro, Lugo, c. 1430 - 1489) fou una noble gallega i religiosa. Coneguda com a beata pel poble, se n'inicià el procés de beatificació.

## Biografia
Constanza era senyora dels Cotos de Silán i Codesido. S'havia casat amb Rui Díaz de Andrade, senyor de Pantaleón das Viñas (Betanzos), que morí en la guerra de Granada. Abans de morir, Rui envià a la seva esposa una carta escrita en gallec, a manera de comiat i de testament, ja que li diu que, si moria en batalla, ella i el seu fill Héctor n'eren hereus dels seus béns i ella els hauria d'administrar; la carta està datada el 13 d'agost de 1450.
Constança visqué vídua durant quaranta anys. Fou terciària franciscana i es lliurà a la pregària i la caritat, i se li atribuïren miracles. Morí en llaor de santedat i fou sebollida al convent de San Francisco de Vieiro Arxivat 2011-05-15 a Wayback Machine..

## Veneració
El seu cos fou trobat incorrupte quan es traslladà el sepulcre en 1617; tingut el fet per miracle, s'incoà el procés de beatificació, que quedà interromput. Malgrat això, és coneguda popularment com a beata i consta així en alguns santorals, com el martirologi de l'Orde de Sant Francesc, que li assigna la data de celebració del 14 de juny i fixa arbitràriament la data de la mort en 1286. L'Església li atorga el títol de venerable.